# Korkodon
Korkodon (rusky Коркодон) je řeka v Magadanské oblasti v Rusku. Je dlouhá 476 km. Povodí řeky je 42 800 km².

## Průběh toku
Pramení na Korkodonském hřbetu a teče mezi ním a hřbetem Molkaty. Na dolním toku protéká dnem široké bažinaté doliny. Ústí zprava do Kolymy.

### Přítoky
- zprava – Bulun

## Vodní režim
Zdrojem vody jsou sněhové a dešťové srážky. Zamrzá v říjnu a rozmrzá na konci května.

## Využití
Je splavná pro vodáky.